# Азербайджанцы на Украине
Азербайджанцы на Украине (азерб. Ukrayna azərbaycanlıları, укр. Азербайджанці в Україні) — азербайджанская диаспора, члены которой проживают на Украине. По данным переписи населения 2001 года, на Украине насчитывалось 45,2 тысячи азербайджанцев, большая часть которых проживала в городах.
Подавляющее большинство азербайджанцев придерживаются мусульманского вероисповедания.
Гражданин Украины азербайджанского происхождения офицер украинской армии Кирилл Яшар оглы Агасиев является Героем Украины.

## История

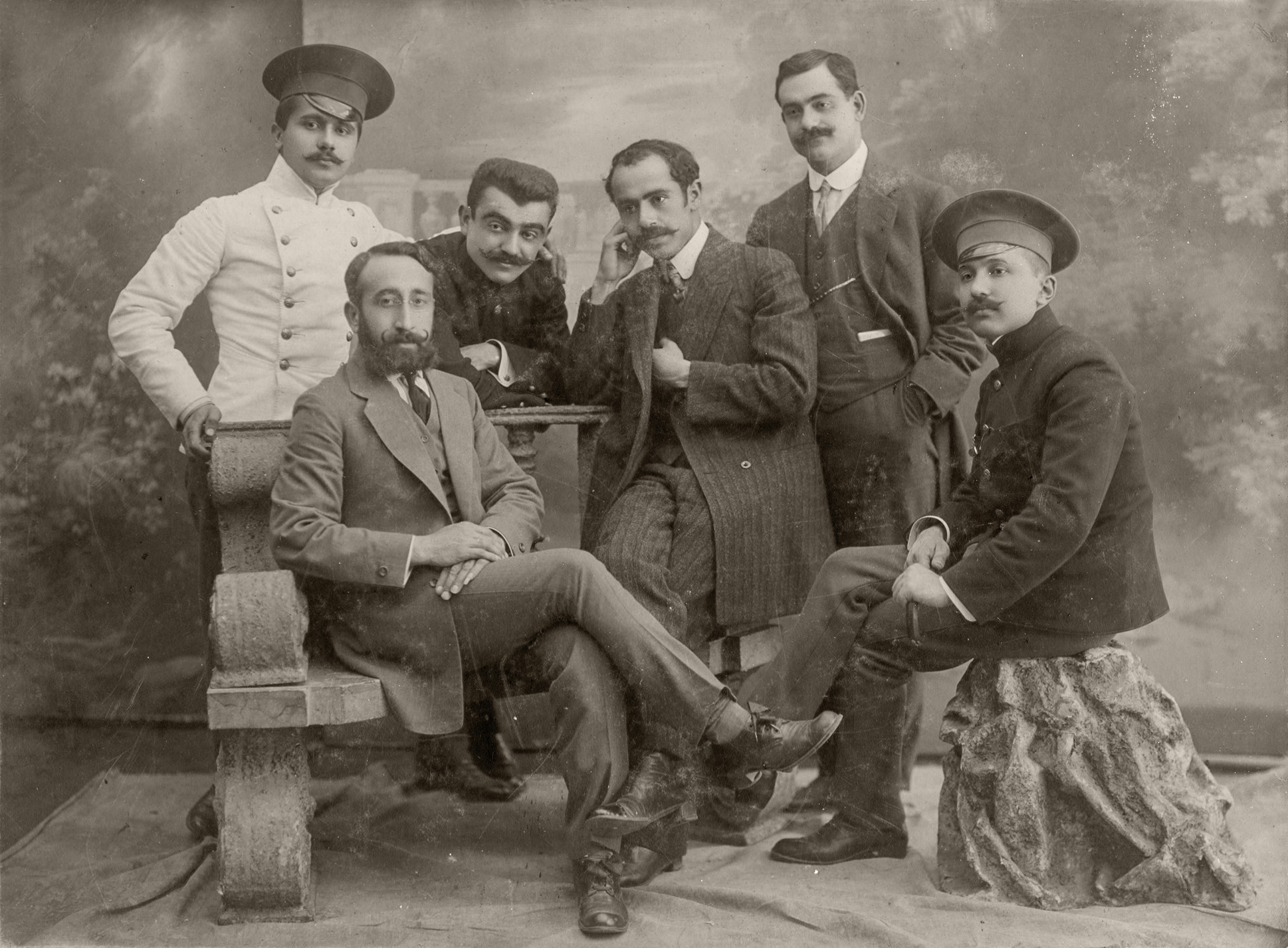
Азербайджанские студенты в Киеве (1910). Первый справа — Джамиль-бек Лемберанский, третий справа — Фируз бек Ордубадский

В период, когда территории нынешней Украины и Азербайджана вошли в состав Российской Империи, в университетах крупнейших городов Украины — Киева, Одессы, Харькова, обучалось большое количество азербайджанской молодёжи. Так, будущий автор мирового бестселлера «Али и Нино» Юсиф Везир Чеменземинли в 1910 году поступил на юридический факультет Императорского университета Святого Владимира в Киеве. За годы жизни на Украине Юсиф Визир ни на минуту не забывал о родном крае и часто печатался в газетах и журналах, издаваемых на Родине. Именно в этот период увидели свет такие его работы, как «Фактическое положение азербайджанской мусульманки», «Мать и материнство», «Азербайджанская автономия», «Кто мы и чего хотим?», «Наша внешняя политика», «Проблемы нашей нации и культуры» и т. д.
В 1917 году Юсиф Везир Чеменземинли, при содействии обучающихся в Киеве азербайджанских студентов, создаёт азербайджанское общество, председателем которого был избран. После провозглашения государственной самостоятельности Украинской Народной Республики в 1918 году Юсиф Везир наводит мосты дружбы между молодыми государствами, став дипломатическим представителем Азербайджанской Демократической Республики на Украине.
Во время установления советской власти миграция азербайджанцев на Украину и украинцев в Азербайджан имела взаимный характер и, судя по переписям населения, особенно усиливается после Второй Мировой Войны. Большая часть из около 600 тысяч мобилизированных азербайджанцев участвовали в освобождении Украины от фашистских захватчиков.
После распада Советского Союза между Азербайджаном и Арменией вспыхнула война за Нагорный Карабах, в результате которого Армению и зону нагорно-карабахского конфликта покинули сотни тысяч азербайджанцев. Эмиграция азербайджанцев на Украину достигла своего пика в середине 90х годов XX века. С этого времени во всех крупных городах страны начинают открываться организации азербайджанской общины, которые со временем объединились в рамках Конгресса Азербайджанцев Украины, Союза Азербайджанской молодежи Украины и т. д.
После начала российско-украинской войны сотни этнических азербайджанцев принимают в ней участие на стороне Украины.

## Численность населения и языки
| Регион                     | Численность азербайджанцев |
| -------------------------- | -------------------------- |
| Донецкая область           | 8075                       |
| Харьковская область        | 5684                       |
| Днепропетровская область   | 5683                       |
| Автономная республика Крым | 3748                       |
| Луганская область          | 3121                       |
| Одесская область           | 2777                       |
| Киевская область           | 2567                       |
| Запорожская область        | 2490                       |

| Родной язык           | Численность носителей |
| --------------------- | --------------------- |
| Азербайджанский язык  | 23 958 (52%)          |
| Русский язык          | 16 968 (37%)          |
| Украинский язык       | 3 224 (7%)            |
| Крымскотатарский язык | 102 (0.2%)            |